# Ben-Hur (opera teatrale)
Ben-Hur è un adattamento teatrale del 1899 del romanzo Ben-Hur: A Tale of the Christ del generale Lew Wallace. La versione teatrale, drammatizzata da William Young e prodotta da Marc Klaw and A. L. Erlanger, andò in scena in prima al Broadway Theatre (41st Street) di New York il 29 novembre 1899 accompagnata dalle musiche del compositore statunitense Edgar Stillman Kelley. 
Ambientato nella Gerusalemme del primo secolo, lo spettacolo era diviso in un prologo e sei atti. La produzione teatrale, grandiosa ed elaborata, incontrò i gusti di un pubblico entusiasta che ne decretò il successo. Versioni itineranti della produzione di Klaw & Erlanger girarono per ventun anni portando lo spettacolo dall'America all'Australia, passando per il Regno Unito, arrivando alla fine a contare almeno venti milioni di spettatori che avevano assistito alle recite di Ben-Hur con un guadagno al botteghino che era arrivato a toccare i dieci milioni di dollari.

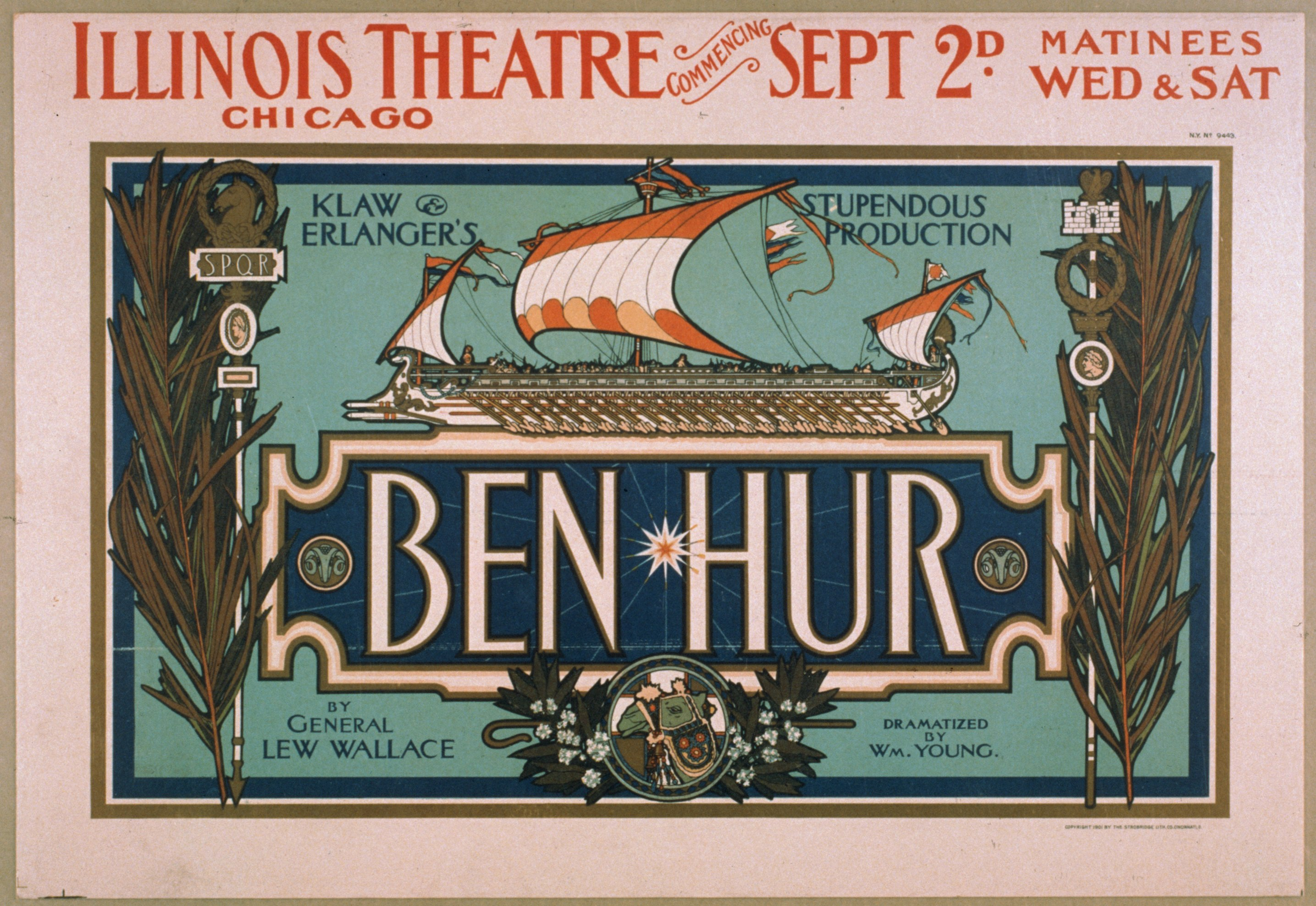
Poster di Chicago (1901)